# Ladoga
Ladoga – miasto w Stanach Zjednoczonych, w stanie Indiana, w hrabstwie Montgomery.